# Бюро экономического анализа (Россия)
Фонд "Бюро экономического анализа" (БЭА) был создан в июле 1996 г. по инициативе Правительства РФ при финансовой и методической поддержке Всемирного банка с целью выполнения экспертно-аналитических работ и предоставления комплексных консультаций в области экономики и государственной политики. Позднее БЭА выполняло функции группы по подготовке и реализации проектов финансируемых, в том числе международными финансовыми организациями.
Во многом БЭА является аналогом американского Бюро экономического анализа, однако имеет ряд отличительных черт.
Рекомендации, вырабатываемые БЭА, нацелены на обеспечение устойчивого экономического развития и становление равенства социальных возможностей в Российской Федерации, призваны повысить конкурентоспособность отечественной экономики и развивать международные экономические связи.
Бюро экономического анализа учреждено в форме фонда, некоммерческой организации. Непосредственными учредителями стали Академия народного хозяйства при Правительстве РФ и Национальный исследовательский университет "Высшая школа экономики" . Финансирование деятельности бюро осуществляется Всемирным банком, выделевшим отдельный кредитный транш на финансирование одноимённого проекта, призванного обеспечить создание и развитие в России профильной экспертизы и аналитического потенциала в области стратегического экономического планирования и выработки рекомендаций в сфере экономической политики. Учредительные документы  предоставляют Бюро свободу выбора тематики, методов и способов проведения аналитических исследований , а также форм и видов сотрудничества и способствования в рамках становления и развития конкурентоспособной рыночной экономики, верховенства закона и укрепления гражданского общества в России. БЭА привлекается в качестве участника переговоров с российской стороны в рамках двухсторонних и многосторонних государственных переговоров с иностранными государствами и финансовыми институтами.

## Основные направления деятельности
Основной целью БЭА является выработка рекомендаций по различным аспектам экономической политики для российского Правительства, а также для профессионального экономического сообщества. Деятельность БЭА включает:
- анализ ключевых проблем экономики России;
- разработку средне- и долгосрочных сценариев экономической политики;
- подготовку аналитических исследований по вопросам экономической политики;
- публикацию ежегодных обзоров экономической политики в Российской Федерации.

Исследования и рекомендации, вырабатываемые БЭА, охватывают весь спектр вопросов экономической политики:
- макроэкономика и экономический рост, методы и инструментарий экономического и статистического анализа;
- бюджетная и налоговая политика;
- частный финансовый сектор;
- антимонопольная политика, естественные монополии;
- социальная политика;
- прочие экономические проблемы.

Ежегодно БЭА проводит международные конференции по ключевым вопросам российской экономики и проблемам переходного периода.

### Оперативная деятельность
Текущая деятельность БЭА заключается в оказании оперативной экспертной поддержки членам Правительства и иным государственным органам по вопросам, затрагивающим экономическое и социальное развитие России. Среди наиболее значимых вмешательств Бюро в процесс принятия государственных решений следует указать следующие:
- БЭА было одним из инициаторов реформирования отечественной системы налогообложения, повышения её эффективности и сопряжения фискальной деятельности с повышением конкурентоспособности отечественной экономики. Так, по данным БЭА в 1998 г. налогооблагаемая база НДФЛ реально превышала 175 млрд рублей, тогда как Государственная налоговая служба оценивала её только в 95 млрд — по величине начисленной заработной платы. Всего было уплачено подоходного налога 75 млрд, и налоговики отчитывались о высокой собираемости — 75 : 95 = 79% (sic!). Фактически же недоимки превысили 100 млрд рублей, из которых 68 млрд было недоплачено наиболее обеспеченными гражданами (двумя верхними децилями распределения по доходам) и это только по одному налогу.[8]
- БЭА стояло у истоков и было одним из создателей системы налогообложения субъектов малого предпринимательства   по  принципу  вмененного дохода.[9][10]
- БЭА оказывало консультационную поддержку государству и образовательную поддержку бизнесу и гражданам в связи с проведением пенсионной реформы.[11][12]
- В 2000 г. при подготовке президентской программы по развитию российской экономики был упущен один из основополагающих во всех развитых странах финансовых рынков - страховой. По инициативе и силами БЭА этот пробел был доработан в экстренном порядке.[13]
- В ходе начала реформирования энергетического сектора вопрос повышения тарифов на электроэнергию стоял очень остро, большинство чиновников поддерживали повышение. БЭА подчёркивало значительные негативные мультипликативные эффекты такого шага (особенно с случае скачкообразного роста тарифов), так как затраты на электроэнергию присутствую практически во всех отраслях.[14]

Относительная независимость и низкая подконтрольность государственным органам приводят к существенным отличиям в официальной позиции БЭА и заявлениям, распространяемыми официальными госорганами, ответственными за экономическое и социальное развитие. Зачастую это проявляется в недо/переоценке прогнозов роста экономики, а также темпов инфляции. Впрочем оценки БЭА могут существенно отличаться и от прогнозов международных аналитических агентств, таких как Fitch или S&P. Это автоматически не означает наличие лучшей экономической экспертизы, однако может свидетельствовать о достаточно высокой степени независимости и уверенности в озвучиваемых прогнозах.
Являясь не подконтрольным напрямую государству, БЭА может выступать в качестве аналитического центра, указывающего на наиболее очевидные недостатки системы госуправления и неэффективное выполнение некоторых функций исполнительной властью. Особенно резкой и последовательной критике руководство БЭА подвергало систему сбора, обработки и анализа статистической информации. Так по утверждению генерального директора БЭА С. Лаврова "Россия – чуть ли не единственная страна в мире, где отсутствует закон о государственной статистике. Между тем это одно из первейших условий функционирования статистической системы в любой стране. Даже на макроуровне в России существует несколько видов «ведомственной» статистики. Самостоятельно информацию готовят Центробанк, Минфин, МЭРТ. И очень часто при подготовке и принятии важнейших экономических решений министерства опираются на собственные данные и оценки, а не на официальную информацию статистического ведомства."
Помимо участия в нормотворческой и аналитической деятельности представители БЭА регулярно выступают в качестве независимых экспертов в ведущих СМИ.
Кроме научно-исследовательских и прикладных исследований, сфокусированных на российских экономических процессах, Бюро проводит и публикует свои исследования и прогнозы, посвящённые глобальной экономике. Так долгосрочный прогноз укрепления доллара США (в том числе по причине заинтересованности в этом нефтедобывающих стран, а также международных инвестиционных институтов) был озвучен генеральным директором БЭА ещё в 2001 г.

## Структура управления
Основными органами управления Бюро стали Попечительский Совет, Правление и Ученый совет. Первым Председателем Правления стал Е.Г. Ясин, бывший министр экономики и видный российский экономист.
Ученый совет был создан в 1997 году решением Правления. Председателем учёного совета был избран В.И. Данилов-Данильян, бывший председатель Государственного комитета РФ по охране окружающей среды. В состав совета были включены видные представители различных экономических школ. В 1997-2000 гг. членами Ученого совета являлись академик А.Д. Некипелов, д.э.н. Е.Т. Гайдар и другие. Кроме того, большая группа известных зарубежных экспертов в области экономических наук участвует в работе Совета в качестве наблюдателей и ассоциированных членов. Наиболее часто обсуждаемыми вопросами учёного совета являются проблемы переходного периода российской экономики, а в последнее время вопросы повышения национальной конкурентоспособности и создание задела по наиболее перспективным направлениям.

### Дирекция Фонда
Генеральные директора:
- 1997—2000 — Л. М. Григорьев,

заместитель гендиректора и директор-координатор программ экономических исследований — профессор Е. Е. Гавриленков.
- 2001—2002 — Е. Е. Гавриленков,

заместитель гендиректора — С. Н. Лавров,
директор-координатор программ экономических исследований — профессор А. З. Астапович.
- 2002—2005 — С. Н. Лавров,

заместитель гендиректора — А. Е. Шаститко.
- 2005—2011 — А. Е. Шаститко,

заместитель гендиректора — С. Н. Лавров.
- 2012—наст. время — С. В. Манько

Независимость дирекции в частности и всей деятельности БЭА обеспечивается как учредительными документами фонда, так и комплексными правилами назначения руководителя Бюро. В частности утверждение руководителя, как правило требует одобрения нескольких высших руководителей экономического блока правительства. Так при переходе в 2002 г. Е.Е. Гавриленкова на должность руководителя компании «Тройка Диалог» по данным газеты "Ведомости" потребовалось совместное решение двух министров - А.Л. Кудрина и Г.О. Грефа - для утверждения нового генерального директора (С.Н. Лаврова).

## Реализация Проекта "Бюро экономического анализа"
Финансирование деятельности Фонда БЭА по реализации Проекта "Бюро экономического анализа" происходит в основном за счёт займа МБРР № 4185-RU
В первый год начал работы Бюро Всемирным банком было выделено финансирование в размере 22,6 млн долларов. Этот проект стал одним из семи реализуемых в России за счёт средств этого международного финансового института (среди прочих были: Проект восстановления центра Санкт-Петербурга - $31 млн.,  Заем на структурную перестройку экономики - $600 млн., Инновационный проект в области образования - $71 млн., Пилотный проект реформы здравоохранения - $66 млн., Проект содействия реструктурированию предприятий - $85 млн., Проект содействия реформе в электроэнергетическом секторе - $40 млн.).
После запуска Проекта  его реализация осуществлялась в полном соответствии с Планом реализации, зафиксированном в Техническом приложении к Меморандуму Президента Всемирного Банка. Итоги проекта получили удовлетворительную оценку от Всемирного банка и иных надзорных органов. Показатели работы Фонда и осуществления проекта выдержали три аудиторские проверки, в т.ч. со стороны независимых аудиторов, назначенных согласно процедурам Всемирного банка.
За период 1997 - 2001 гг. работа БЭА отвечала высоким параметрам:
- ежегодные программы работ БЭА комплектовали на базе запросов и предложений федеральных органов исполнительной и законодательной власти. К середине 2000 г. БЭА реализовало свыше 50 аналитических проектов, фокусирующихся на различных аспектах экономической политики;
- по инициативе БЭА было составлено 28 информационно-аналитических бюллетеней по ключевым экономическим вызовам и угрозам;
- БЭА на постоянной основе оказывает консультативную поддержу государственным органам и ведомствам, среди прочего в форме более 160 аналитических записок по релевантным запросам этих ведомств;
- на регулярной основе БЭА проводит семинары по обсуждению ключевых экономических проблем, а также подготовленных аналитических исследований ;
- на основе осуществленных в БЭА проектов опубликованы десятки книг и монографий.

## Реализация Проекта развития системы государственной статистики (STASYS/РСГС)
На основании согласованного решения Правительства РФ и МБРР в 2000 г. Фондом "БЭА" начата реализация Проекта развития системы государственной статистики (STASYS/РСГС), финансируемого главным образом за счет средств займа МБРР №4468-RU. Основными целями Проекта РСГС являлось институциональное развитие, укрепление и модернизация системы государственной статистики в Российской Федерации для удовлетворения потребностей в достоверных и объективных статистических данных Правительства РФ и широкой общественности.
В рамках поставленных целей в ходе реализации Проекта планировалось решение задач совершенствования возможностей Госкомстата РФ по предоставлению статистической информации, используемой для целей экономического мониторинга, прогнозирования и формирования политики; реорганизации системы сбора, обработки и распространения статистической информации; совершенствования макроэкономической статистики (в том числе банковской статистики, статистики государственных финансов, платежного баланса, социальной статистики); укрепления статистической инфраструктуры (институциональные и управленческие реформы в Госкомстате РФ), модернизации технического оснащения Госкомстата РФ.
Для координации взаимодействия министерств и ведомств, вовлеченных в реализацию проекта, распоряжением Правительства РФ от 25 мая 2000 г. был создан Координационный совет по реализации Проекта развития системы государственной статистики и утвержден его состав.
Решением Президента РФ Бюро было назначено правительственным агентом, ответственным за распоряжение заёмными средствами Всемирного банка в размере 30 млн долларов.

## Реализация других проектов
БЭА (на основе контракта на управление) осуществляло управление грантами МБРР на подготовку проекта Структурной перестройки экономики; TF-025361 - по реформе системы региональных финансов; TF-029128 - по структурной перестройке сельского хозяйства; и TF-025359 по реформе системы государственной статистики.

## Финансирование деятельности БЭА
Особенностью работы бюро является использование в основном заёмного международного финансирования. Подобный подход позволяет обеспечивать ряд конкурентоспособных преимуществ как для Бюро перед другими государственными экспертными центрами, так и для России в целом. Во-первых, финансирование за счёт заёмного финансирования от международных заёмщиков исключает отвлечение бюджетных средств и их неэффективное расходование, во-вторых, за счёт того, что займы номинированы в иностранной валюте (в основном долларах США) происходит укрепление российской макроэкономической стабильности и, в-третьих, участие международных кредиторов в финансировании Бюро обеспечивает использование наилучших международных практик, прозрачность и подконтрольность расходования выделенных средств. При этом несмотря на достаточно скромные по современным меркам величины займов на работу Бюро, в своё время они сыграли ощутимую роль в укреплении финансовой стабильности и восстановлении после дефолта 1998 года. Так, если за период 1997-2000 г., на проекты Бюро было привлечено 23 млн долларов, то к 2005 г. эта сумма перевалила за 500 млн долларов только в виде прямых кредитов.

## Известные сотрудники
Григорьев Леонид Маркович - кандидат экономических наук, профессор, действительный государственный советник, в 1991-1992 гг. заместитель министра экономики и финансов РФ, В 1997 году возглавил фонд «Бюро экономического анализа», в котором проработал в должности Генерального директора до 2001 года. с 2016 г. — научный руководитель Департамента мировой экономики Факультета мировой экономики и политики НИУ ВШЭ
Лавров Сергей Николаевич - доктор экономических наук, профессор, действительный государственный советник. В 1993-1997 гг. исполнительный директор, главный научный сотрудник Института экономики переходного периода; 1997-2000 г. - аппарат Правительства РФ, заместитель начальника департамента международного сотрудничества, в 2000-2012 гг заместитель генерального директора, генеральный директор БЭА
Крючкова Полина Викторовна - доктор экономических наук, заместитель министра экономического развития РФ. В 2002 - 2011 заведующая аналитическим сектором БЭА.

## Скандалы с распределением средств
22 октября 1999 г. Wall Street Journal написал, что Григорьев, бывший в 1992-1997 годах сотрудником МБРР и занимавший разные должности в офисе российского директора во Всемирном банке, в 1993 году передал Инкомбанку внутреннюю информацию МБРР и МВФ о планах их деятельности в России, которую банк использовал в своих интересах. По данным газеты "КоммерсантЪ" На это обвинение отреагировал вице-премьер Виктор Христенко: на время расследования он отправил Григорьева, занимающего пост директора БЭА, в административный отпуск, хотя и заявил при этом, что не верит в эти обвинения.
Время от времени ОАО «Армада» и ЗАО «Ланит» ввязываются в жесткую конкурентную борьбу за бюджеты БЭА. В самых крупных конкурсах чаще побеждает "Армада" — не в последнюю очередь благодаря лобби Лаврова, говорят в фонде. «Армада» вышла победителем из схватки с «Ланитом» за проект «Развитие системы государственной статистики», а до конца 2010 г. гарантированно получало от БЭА ещё один крупный заказ, в рамках проекта «Поддержка судебной реформы». На его реализацию РФ в 2007 году заняла у МБРР 50 млн долларов.

## Интересные факты
- В 1998 г. за месяц до дефолта постановлением правительства Кириенко БЭА было включено в состав государственной комиссии по подготовке экономической реформы.[37]
- БЭА стояло у истоков и было одним из создателей системы налогообложения субъектов   малого   предпринимательства   по  принципу  вмененного дохода.[9][10]
- В 2000 г. ри подготовке президентской программы по развитию российской экономики был упущен один из основополагающих во всех развитых странах финансовых рынков - страховой. По инициативе и силами БЭА этот пробел был доработан в экстренном порядке.[13]
- В 2001 г. Бюро вместе с ГУ-ВШЭ дали старт процессу цифровизации российской экономики - совместно с другими центрами подготовили программу "Электронная Россия".[38]
- БЭА и Всероссийский союз страховщиков России, Институт страховой информации США, Международная конфедерация обществ-потребителей выступили в качестве учредителя Центра страховой информации.[39]
- В 2002 БЭА совместно с ГУ-ВШЭ и Всемирным банком запустили один из первых исследовательских проектов, посвящённых теневой экономике в России, по экспертной оценке доля теневой экономики достигала 50% в середине 2000-х годов.[40][41]
- БЭА выступает против использования рабского труда заключённых, обосновывая это экономической неконкурентоспособностью предприятий, привлекающих заключённых к работе.[42]